# Nicola Mazzucato

a Compétitions nationales et continentales officielles uniquement.

b Matchs officiels uniquement.
Dernière mise à jour le 22/02/2017.
Nicola Mazzucato, né le 27 octobre 1975 à Padoue (Italie), est un ancien joueur international italien de rugby à XV, qui a joué au poste d'ailier. Il mesure 1,90 m pour 88 kg.

## Biographie
Nicola Mazzucato a honoré sa première cape internationale le 12 novembre 1995 avec l'équipe d'Italie contre l'Afrique du Sud.
Il a connu 39 sélections. 
Il a disputé quatre tournois, deux coupes du monde.

## Statistiques en équipe nationale
- 39 sélections avec l'Italie
- 5 essais (25 points)
- Sélections par année : 1 en 1995, 2 en 1996, 1 en 1997, 4 en 1999, 4 en 2000, 4 en 2001, 8 en 2002, 8 en 2003, 7 en 2004.
- Tournois des Six Nations disputés: 2000, 2002, 2003, 2004.
- Coupes du monde de rugby disputées : 1999, 2003.

## Palmarès
- Champion d'Italie : 2005
- Vainqueur de la Coupe d'Italie : 2004